# Montehermoso
Montehermoso là một đô thị trong tỉnh Cáceres, Extremadura, Tây Ban Nha. Theo điều tra dân số 2006 (INE), đô thị này có dân số là 5668 người.

## Biến động dân số
| 1530 | 1591 | 1754 | 1827 | 1845 | 1860 | 1887 | 1900 | 1910 | 1920 | 1930 | 1940 | 1950 | 1960 |
| 656  | 1328 | 2200 | 3757 | 3726 | 2832 | 2622 | 2979 | 3493 | 3730 | 3546 | 4390 | 4994 | 6006 |
| 1970 | 1981 | 1991 | 1996 | 1999 | 2000 | 2001 | 2002 | 2003 | 2004 | 2005 | 2006 | 2007 |      |
| 6412 | 5408 | 5296 | 5368 | 5211 | 5356 | 5545 | 5493 | 5616 | 5654 | 5623 | 5668 | 5710 |      |

40°05′B 6°20′T / 40,083°B 6,333°T